# Crucifixión (Masaccio)
La Crucifixión es un cuadro realizado por el pintor italiano renacentista Masaccio. Se conserva actualmente en el Museo de Capodimonte de Nápoles en Italia.
El 19 de febrero de 1426 Masaccio consintió en pintar un retablo para una capilla en la iglesia del Carmine en Pisa por la suma de 80 florines; le había sido encargado por Giuliano di Colino para su capilla en esa iglesia. La carpinterís fue obra de Antonio di Biagio. El 26 de diciembre del mismo año la obra debió estar acabada puesto que en tal fecha consta realizado el pago. 
Vasari ofreció una descripción detallada de la obra, formando la base para su recuperación, identificación e intento de reconstrucción de la obra, que se había desmantelado y dispersado en el siglo XVIII. Según Luis Monreal Tejada, la dispersión obedece a una remodelación de la iglesia del Carmine ocurrida en el siglo XVI. Sólo se han identificado once piezas y no bastan para ofrecer una reconstrucción fiable del trabajo en su conjunto. La Crucifixión es uno de los once paneles relacionados con el Políptico de Pisa. 
Según Vasari, esta Crucifixión estaría en la parte superior central del retablo, como coronamiento, por encima de la Virgen en trono. Otras piezas del retablo sería una Virgen con el Niño (National Gallery de Londres) y la Adoración de los Reyes (Museo de Berlín).
Representa la escena de la crucifixión de Jesús, tal y como es referida en el Evangelio de Juan (Juan 19:26-27, con la Virgen a la derecha de Cristo y San Juan a su izquierda. La figura suplicante a los pies de la Cruz representa a María Magdalena, y varios autores creen que fue añadida posteriormente. Presenta todavía rasgos arcaicos, relacionados con el gótico internacional,  como el fondo de oro. Como la tabla estaba destinada a ocupar un lugar muy elevado como remate central del retablo, la figura de Cristo fue pintada de forma que se corrigiesen las alteraciones ópticas que se producirían al quedar la obra tan alta en relación con el espectador. 
Masaccio se esfuerza en construir figuras con emociones humanas, preocupándose menos por los detalles accesorios. Individualiza así a cada personaje. Usa la luz para valorar la anatomía. "El interés por la perspectiva científica le conduce a ensayar audaces escorzos, por ejemplo en la figura de Cristo, cuyo cuello queda oculto -en virtud del punto de vista adoptado- por el relieve del tórax" (L. Monreal).